# リチャード・B・スペンサー
リチャード・バートランド・スペンサー（Richard Bertrand Spencer、1978年5月11日 - ）は、アメリカ合衆国の白人至上主義者、ネオナチ指導者である。白人ナショナリズムのシンクタンク国家政策研究所の所長で、出版会社ワシントン・サミット出版社の社長。スペンサーは白人優位主義者という言葉を拒否しており、自分自身をアイデンティティ主義者と規定している。彼は「追い出された白色人種」の為の白人国家を提唱し、ヨーロッパ文化の「脱構築」を止める為に「平和的な民族浄化」を要求している。
「オルタナ右翼」の創始者とされている。彼はそれを白人のアイデンティティについての運動とみなしている。ブライトバート・ニュースは、スペンサーのウェブサイト AlternativeRight.comを「オルタナ右翼思想の核心」と説明している。

## 経歴
1978年にマサチューセッツ州のボストンで、ランド・スペンサーとシェリー・スペンサーの息子として生まれた。リチャードはテキサス州で育ち、2001年に英文学と音楽を学んでいたバージニア大学を卒業し、2003年にシカゴ大学で人文科学の修士号を取得した。修士論文はフランクフルト学派のテオドール・アドルノに関するものだった。オーストリアのウィーンへの留学を経て、2005年から2007年までデューク大学大学院に通った。そこで保守派の活動に参加するようになった。

## オルタナ右翼
彼は、ナチスのプロパガンダを繰り返し引用して、ユダヤ人を批判し、いくつかの機会でアドルフ・ヒトラーを非難することを拒否した。しかし、彼は自身がネオナチであることは否定している。スペンサーと彼の組織は2016年アメリカ合衆国大統領選挙の間、著名なメディアの注目を集めた。彼はドナルド・トランプの当選が決まると「トランプ万歳、人民万歳、勝利万歳!（Hail Trump, hail our people, hail victory!）」と叫び、彼の支持者はそれにナチス式敬礼で応えた。スペンサーはナチス式敬礼が「皮肉と盛り上がり」の精神で行われたとして、彼らの行動を擁護していた。トランプは当選後、これらに対し、「彼らを非難する。否定し、非難する」と語った。
2017年1月20日、トランプ大統領就任式の日ら反トランプデモ参加者に襲撃され暴行を受けた動画が波紋を起こした。8月11日と12日、ヴァージニア州シャーロッツビルで大規模な白人至上主義者の集会ユナイト・ザ・ライト・ラリーに関与。抗議者のなかに車両が突っ込み、1名の死者と10数人が負傷した。10月20日、フロリダ大学で演説会を開催したが、数百人規模の猛烈な抗議によって降壇を余儀なくされた。 
2017年夏に録画されたとみられる映像の中でスペンサー氏は、抗議デモの参加者1名が死亡したシャーロビルの極右連合集会Unite the Rightに言及しながら、人種や民族を侮辱する言葉を叫んでいた。
2019年11月4日、極めて人種差別的な音声が、マイロ・ヤノプルスのYouTubeにおいて公開された。「オルト・ライトは2020年大統領選挙でトランプ氏と決別すべきだ」と主張し、反トランプに転じた現在は公に民主党のジョー・バイデンを支持している。2020大統領選に向けては "I plan to vote for Biden and a straight democratic ticket," Spencer tweeted on Sunday. "It's not based on 'accelerationism' or anything like that; the liberals are clearly more competent people."「私はバイデンに票を入れるし、民主党に投票する。」「これは加速主義に基づくものでない。民主党はより有能な人々だからだ。」とツイートもし、公にバイデンと民主党の支持を表明している。

## 私生活
2010年、スペンサーはモンタナ州ホワイトフィッシュに移った。彼はホワイトフィッシュとバージニア州アーリントンで時間を過ごしたが、ホワイトフィッシュに10年以上住んでいたため、そこを故郷とみなしている。
彼はロシア系アメリカ人の妻ニナ・クープリアノワ（近代・現代ロシア、文化、アメリカの外交政策に関する政治分析家）と別居している。2人は2016年10月に別居した。
スペンサーは無神論者である 。彼はまた自分自身を「文化的なキリスト教徒」と表現している。
日本のアニメに対する好意的な発言で知られており、2016年1月20日に「日本のアニメ、またアニメポルノでさえ、ヨーロッパの文明を発展させるために共和党よりも多くのことを行ってきた」と述べている。
『ニューヨーク・タイムズ』の「オルタナ右翼のアジア系フェティッシュ」という記事によると、黒人男性ジョージ・フロイド死亡事件の加害者であるデレク・ショーヴィンの妻がモン (Hmong) 系アメリカ人だったように、「白人男性のナショナリストは、アジア系女性を（性的に）好む傾向がある」という。国家政策研究所所長のスペンサー、『デイリー・ストーマー』創設者のアンドリュー・アングリン、オルタナ右翼のソーシャルメディアパーソナリティであるマイク・セルノヴィッチなどはアジア系女性と交際していたか、もしくは結婚している。特に、スペンサーは「アジア系には何かがある。可愛いし、頭もいいしね」と述べており、白人がそれ以外の人種より優れているという白人至上主義・反多文化主義を掲げ、非白人の排斥を叫ぶオルタナ右翼が「アジア系女性を好む」のは奇妙であるが、『ニューヨーク・タイムズ』によると「そこに矛盾はない」という。